# Berkön
Berkön är en ö Piteå socken och kommun, i Bärtnäsfjärden omkring 6 kilometer norr om Piteå. Ön har en yta på 55 hektar.
Berkön är huvudsakligen beväxt med skog och bebyggdes först 1960 då en sommarstuga uppfördes här. Senare har fler sommarstugor tillkommit och 2012 fanns 12 fastigheter på ön. Sedan 2000 är en av dessa permanentbostad.